# Tập đoàn tên lửa vũ trụ Energia

Biểu tượng của Viện thiết kế RKK-Energia

Tập đoàn tên lửa vũ trụ Energia — tập đoàn tên lửa vũ trụ Nga, một trong những hãng hàng đầu của công nghiệp tên lửa vũ trụ.
Tên đầy đủ — Công ty cổ phần đại chúng «Tập đoàn tên lửa vũ trụ (TĐTLVT) "Energia" mang tên S. P. Korolyov». Cơ quan đầu não của tập đoàn nằm ở thành phố Korolyov (Kaliningrad cũ), được đổi tên năm 1996 để tưởng nhớ người thành lập hãng), phân hiệu - tại Sân bay vũ trụ Baykonur.

## Lịch sử

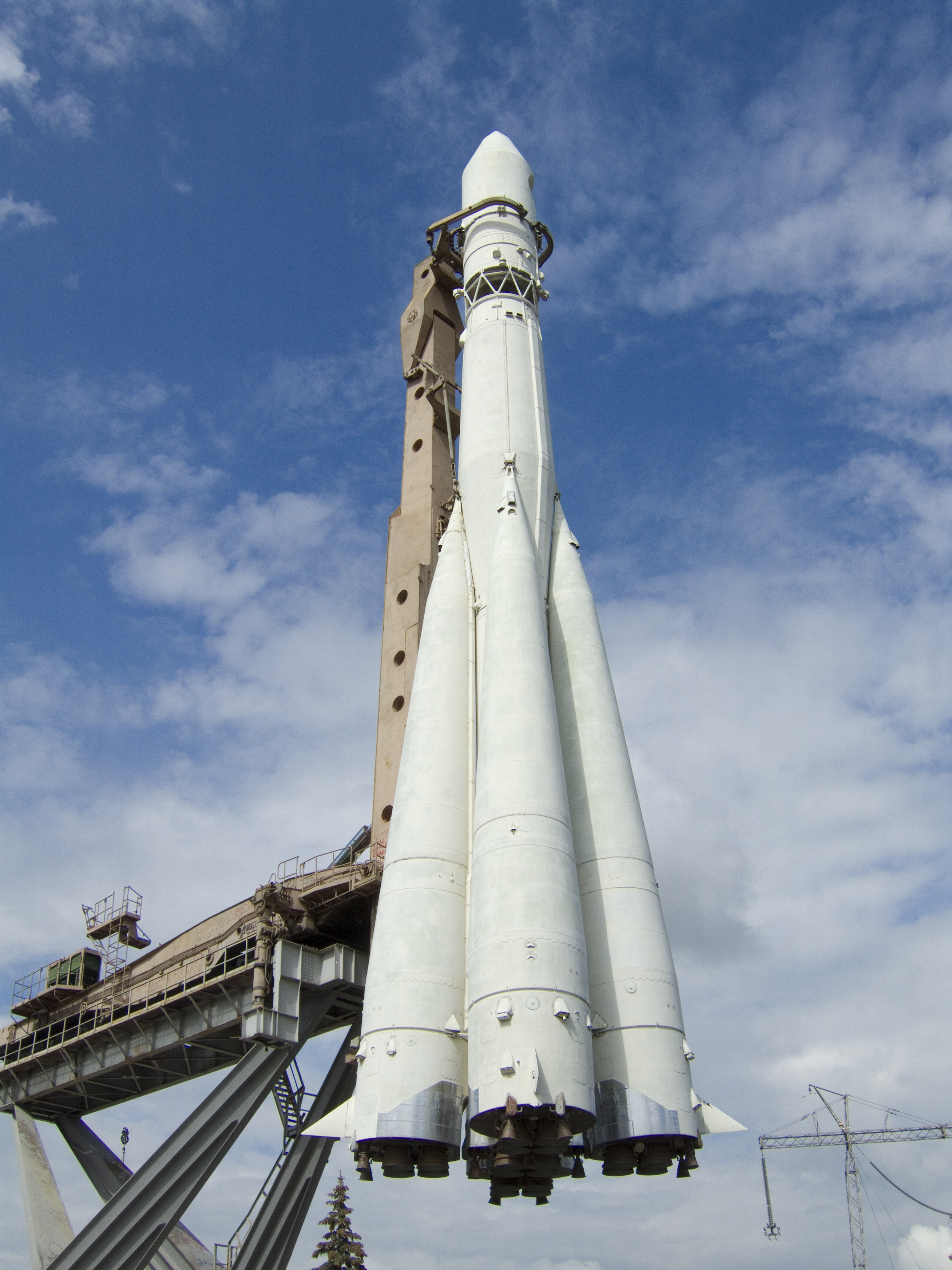
Bản sao của tên lửa «Phương Đông» ở Moskva tại Trung tâm triển lãm toàn Nga.

Được thành lập năm 1946 như OKB-1 (Cũng gặp chữ viết tắt SKB, SKB-1) (sau này còn được gọi là TsKBEM và NPO «Năng lượng»). Người khởi xướng chính của việc liên kết phòng thiết kế với cơ sở sản xuất của nhà máy N88 là Sergei Korolyov. Tuy nhiên, như một cấu trúc tổ chức duy nhất chỉ xuất hiện vào năm 1974 dưới sự điều hành của Valentin Glushko. Việc đặt tên cho tổ chức mới là «Energia» cũng là khởi xướng của Glushko.
«Energia» — hãng chế tạo và sản xuất vệ tinh nhân tạo đầu tiên của Trái Đất, các trạm tự động, được phóng đến Mặt Trăng, Sao Mộc, Sao Hỏa, các tàu vũ trụ có người lái và các trạm quỹ đạo.
Tại hãng vào năm 1956—1957 tên lửa đẩy dòng R-7 đã được thiết kế và được phóng những phiên bản đầu tiên của tên lửa này, trên đó vào năm 1957 đã đưa lên quỹ đạo gần Trái Đất trong lịch sử các vệ tinh nhân tạo của Trái Đất.
Từ giữa những năm 1960 và đến 1974 hãng đã chế tạo tên lửa đẩy hạng siêu nặng N1.
Trong thời kỳ 1976—1993 hãng là nhà chế tạo hàng đầu tên lửa đẩy hạng siêu nặng «Energia».
Hiện tại hãng sản xuất các tàu vũ trụ họ Soyuz và Progress, sử dụng để đảm bảo các chuyến du hành lên Trạm không gian quốc tế, cũng như các khối lấy đà cho các tên lửa đẩy Zenit của Ukraina. TĐTLVT «Energia» không chỉ đóng vai trò quan trọng trong ngành không gian của Nga, mà còn trên thế giới.

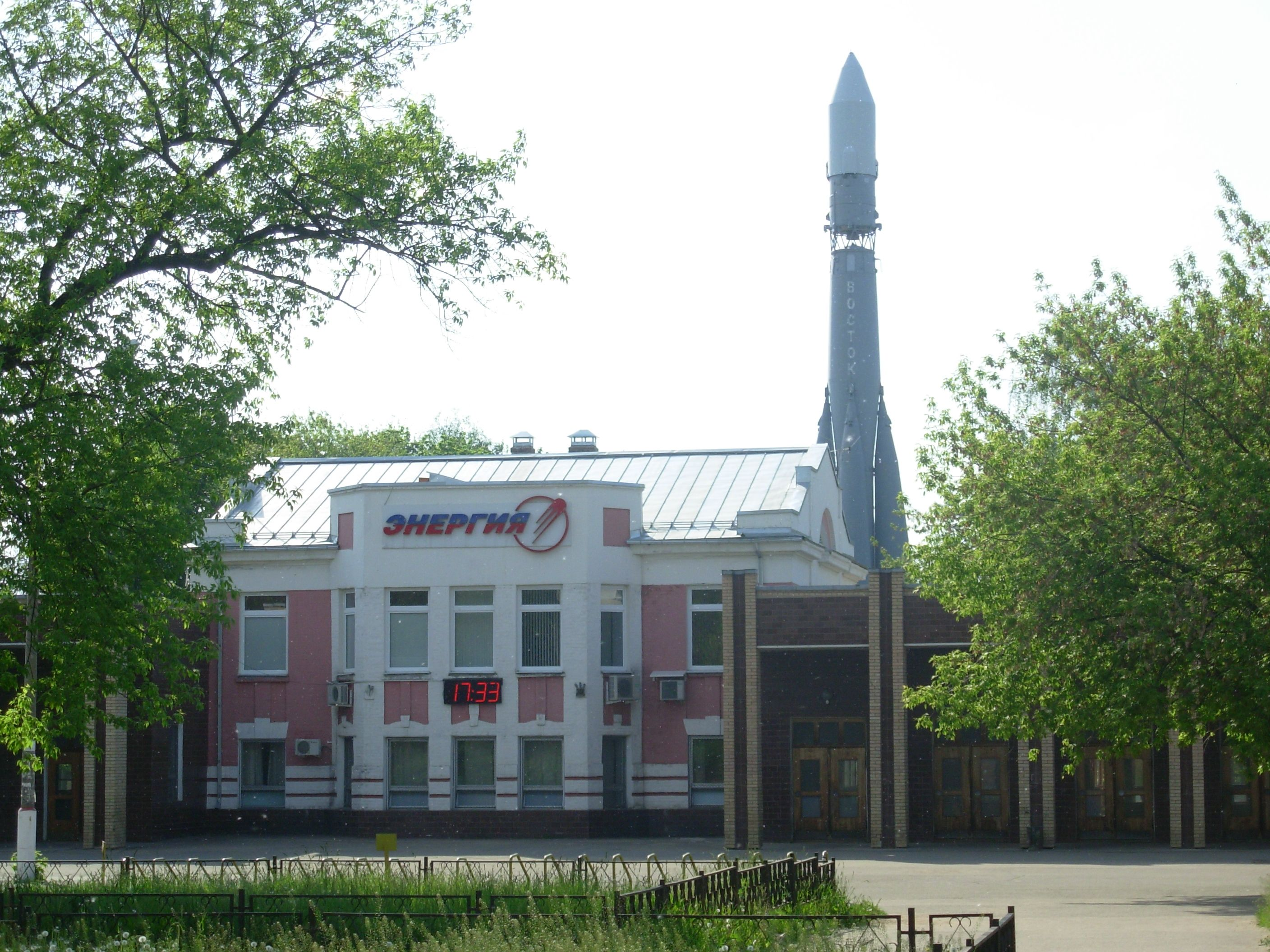
Trụ sở của RKK Energiya

## Cáс huân, huy chương quốc gia của hãng
Bốn Huân chương Lênin, Huân chương Cách mạng tháng Mười.

## Đội ngũ phi hành gia của TĐTLVT «Energia»

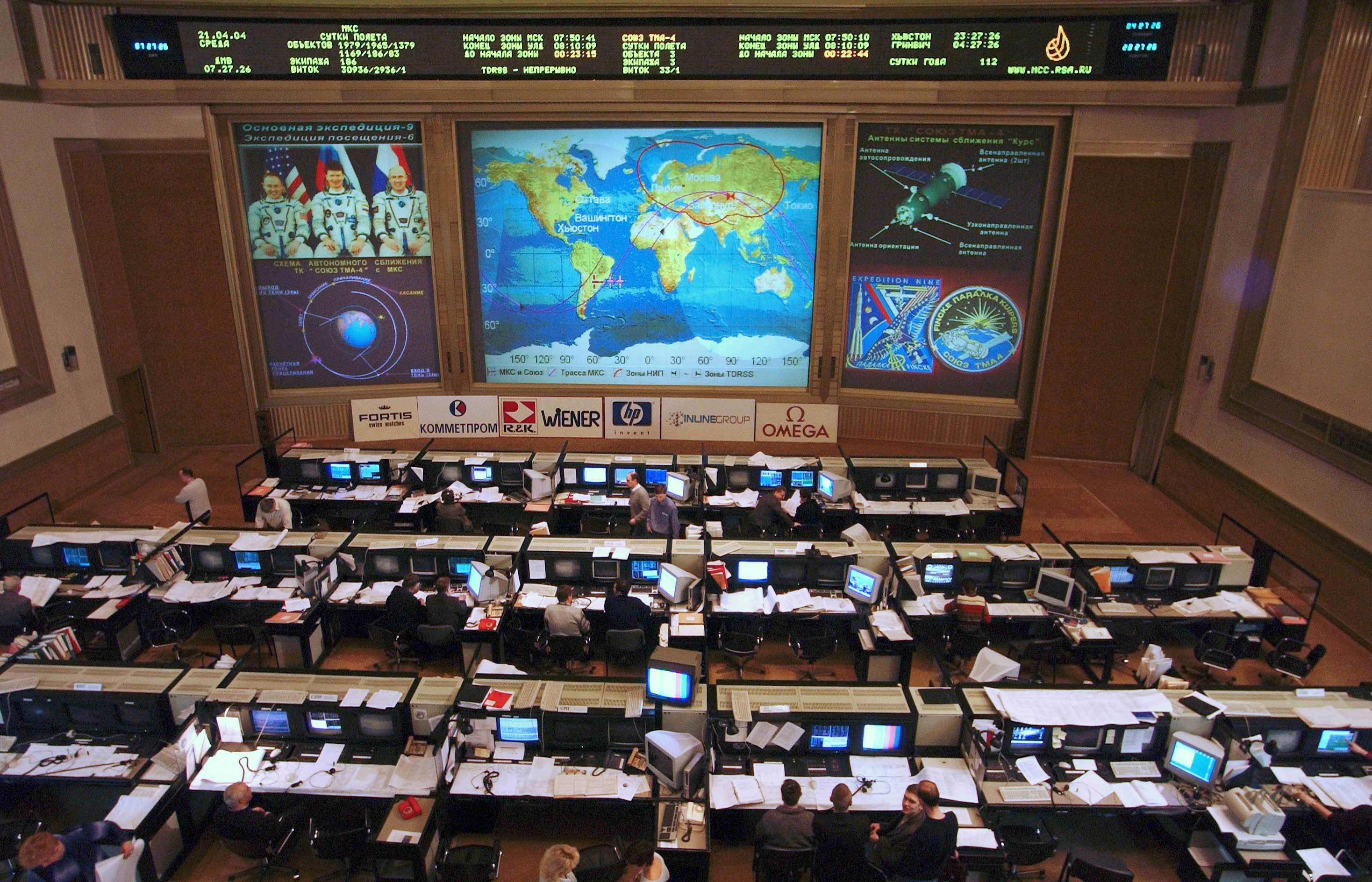
Energia (TĐTLVT)

Năm 1962 S. P. Korolyov trao cho chính phủ Liên Xô ghi chép tham luận về sự tham gia trên chuyến bay vũ trụ của các chuyên gia ОКБ-1. Đề nghị đã được thông qua bởi sự cần thiết của các hiểu biết đặc biệt và các kinh nghiệm để khai thác kỹ thuật không gia và thực hiện các thí nghiệm. Kỹ sư đầu tiên của ОКБ-1, có mặt trên không gian là К. P. Feoktistov. Tháng 4 năm 1964 ở ОКБ-1 bộ phận phi công-thử nghiệm được thành lập. Năm 1965 từ các chuyên gia dân sự bởi ủy ban đã chọn 12 người, sau đó nhóm được rút xuống 8 ứng cử viên. Trong nhóm đầu tiên có S. N. Anokhin, V. Е. Bugrov, V. N. Volkov, G. А. Dolgopolov, G. М. Grechko, А. S. Eliseev, V. N. Kubasov và О. G. Makarov. Tháng 1 năm 1967 trong nhóm có thêm V. I. Sevastyanov и N. N. Rukavishnikov. Trong nhóm thứ hai có V. N. Nikitsky, V. I. Patsaev, V. А. Yadzovsky và từ Viện hàn lâm khoa học Liên Xô (Học viện hàn mang tên Е. О. Paton)  V. G. Fartushniy. Việc chuẩn bị căng thẳng cho các chương trình Mặt Trăng, cho chuyến bay của tàu có người lái quanh Mặt Trăng và đưa người lên bề mặt Mặt Trăng với sự quay về Trái Đất được diễn ra.
Trong các thử nghiệm các tàu vũ trụ «Liên hợp», trong kết nối các «Liên hợp» 4 và 5, trong việc chuyển từ tàu sang tàu qua không gian mở đã tham gia kỹ sư-người thử nghiệm của TsKBEM А. S. Eliseev, đây khởi đầu cho sự tham gia ngang hàng của các phi công quân sự và các chuyên gia dân sự trong các thử nghiệm tàu vũ trụ có người lái và các trạm quỹ đạo.
Liên quan với việc cắt giảm các công việc trong dự án Mặt Trăng, đội ngũ TsKBEM chuyển sang việc chuẩn bị cho các chuyến bay quỹ đạo trên các tàu «Liên hợp» và các trạm quỹ đạo dài ngày. Để hiện thực hóa các chương trình cho các chuyến bay quỹ đạo và các chương trình cho chuyến bay hợp tác Xô-Mỹ «Liên hợp-Apollo» trong các năm 1971—1973 trong đội ngũ kỹ sư-người thử nghiệm V. V. Aksyonov, B. D. Andreev, V. V. Lebedev, А. S. Ivanchenko, Y. А. Ponomaryov, V. V. Ryumin, G. М. Strekalov được chọn.
Cho các công việc của các chương trình của tàu chở hàng «Liên hợp-Т», của trạm «Chào mừng-6» và của tàu quỹ đạo «Bão tuyết» năm 1978 trong nhóm mới А. P. Alexandrov, А. N. Balandin, А. I. Laveikin, М. K. Manarov, V. P. Savinykh, А. А. Serebrov và V. А. Solovyov được chọn.
Năm 1980 trong đội ngũ người thử nghiệm các phụ nữ N. D. Kuleshova, I. R. Pronina và S. Е. Savitskaya được chọn. Năm 1982 Svetlana Savitskaya đã thực hiện chuyến bay vũ trụ trong vai trò phi hành gia-người thử nghiệm, còn năm 1984 — trong vai trò kỹ sư tàu. Trong diễn biến của chương trình chuyến bay việc ra ngoài không gian mở đã được thực hiện.
Năm 1984 trong đội ngũ S. А. Emelyanov và А. Y. Kalery, năm 1985 — А. Е. Zaitsev và S. К. Krikalyov được chọn.
Để đảm bảo các chương trình của tổ hợp quỹ đạo «Mir» tập hợp các ứng cử viên phi hành gia bổ sung đã được chọn: S. V. Avdeev (1987); N. М. Budarin, Е. V. Kondakova, А. F. Poleshchuk, Y. V. Usachyov (1989); P. V. Vinogradov, А. I. Lazutkin, S. Е. Treshchyov (1992); N. V. Kuzhelnaya, M. V. Tyurin (1994). Е. V. Kondakova đã thực hiện chuyến bay vũ trụ dài nhất đối với phụ nữ (169 ngày 5 giờ).
Trong 40 năm của đội ngũ phi hành gia của TĐTLVT «Energia» đã chọn 66 người, trong đó 35 đã bay vào không gian.